# تصاوغ فراغي

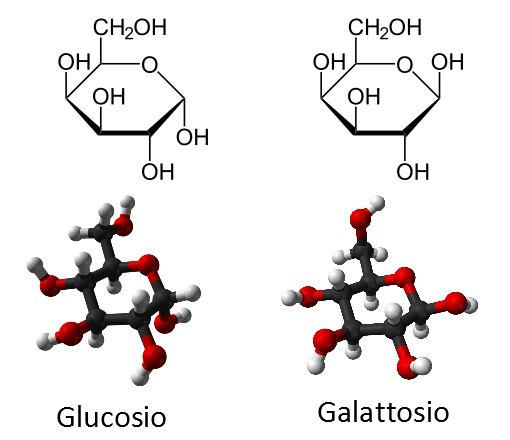

التصاوغ الفراغي أو التماكب الفراغي  (بالإنجليزية:  Stereoisomerism)‏ أو التماكب المجسم  هو ترتيب الذرات في الجزيء بنفس الوصلات ولكن بإتجاه مختلف في الفراغ في كل متماكب.
فمثلا «المصاوغ الفراغي» (بالإنجليزية: Stereoisomer)‏ يمكن أن يحدث عند وجود رابطة ثنائية أو ثلاثية، لأن وجود الرابطة باي يمنع تلك الرابطة من الدوران بنفس الطريقة التي تحدث في الرابطة الأحادية. وهناك مثال جيد لذلك هو 2,1-داي كلورو إثين C2H2Cl2 بالنظر إلى الشكلين القادمين (لاحظ وجود ذرتي الكلور):
```
H  H    H  Cl 
\  /    \  /
C == C     C == C
/  \    /  \
Cl  Cl    Cl  H
```

الجزيئين الموضحين بالأعلى هما «سيس»-2,1-داي كلورو إثين و«ترانس»-2,1 داي كلورو إثين. وهذا مثل محدد للتماكب مقرون-مفروق. فالجزيئان متناظران لأن ذرتي الكربون لا يمكن أن يدورا بالنسبة لبعضهما البعض، بسبب وجود الرابطة باي بينهما. وعلى ذلك فهما غير متطابقان ولا يمكن ان يحلا محل بعض.
المتناظرات الفراغية لها خواص كيميائية وفيزيائية مختلفة ويمكن أن يكون بينها فرق كبير في التفاعلات الحيوية. فمثلا الأحماض الأمينية تكون في شكل متقابلات ضوئية (مصاوغ مرآتي) (بالإنجليزية:  enantiomer)‏ (أحد أشكال التناظر الفراغي). هذه الأحماض الأمينية هي وحدات بناء البروتينات. ووجود العديد من أشكال الأحماض الأمينة (برغم أنها قد يكون لها نفس التركيب) وتأثير تغير هذه الأشكال الكبير على التفاعلات الحيوية يوضح أهمية التناظر الفراغي.
يختلف هذان المتشكلان ل2-بيوتين في الترتيب الفراغي لمجموعتي الميثيل عند الأطراف. لا تستطيع ذرات الكربون الثنائية الربط الدوران بعضهما حول بعض، فتبقى مجموعتا الميثيل ثابتتين في أحد هذه الترتيبات.

## أنواع التماكب الفراغي
- تصاوغ هندسي: التماكب مقرون-مفروق.
- مصاوغ مرآتي: تماكب بصري.